# Suore di carità di Gesù e di Maria, Madre del Buon Soccorso
Le Suore di carità di Gesù e di Maria, Madre del Buon Soccorso (in neerlandese Zusters van Liefde van Jezus en Maria, Moeder van Goede Bijstand) sono un istituto religioso femminile di diritto pontificio.

## Storia
La congregazione fu fondata il 1º novembre 1836 a Schijndel dal sacerdote Antonius van Erp insieme con Vincenza de Bref, che si preparò alla vita religiosa a Tilburg, presso le Suore di carità di Nostra Signora, Madre della Misericordia, sotto la direzione di Joannes Zwijsen.
Il vescovo Henricus den Dubbelden, vicario apostolico di 's-Hertogenbosch, approvò l'istituto e le sue prime regole, basate su quelle delle suore di Tilburg, il 2 luglio 1842.
La congregazione ricevette il pontificio decreto di lode il 27 maggio 1881.

## Attività e diffusione
Le suore si dedicano all'educazione delle giovani, ma anche alla cura di anziani, malati e orfani, alle opere missionarie e al servizio nei presbiteri.
Nel corso della sua storia, la congregazione è stata presente, oltre che nei Paesi Bassi, a Curaçao e a Sumatra, ma anche in Cile, Filippine, Germania e Perù; la sede generalizia è a Schijndel.
Alla fine del 2015 l'istituto contava 140 religiose in 2 case.